# Wat Misaka
Waturu Misaka (født d. 21. december 1923, død d. 20. november 2019) var en amerikansk professionel basketballspiller, som var den første ikke-hvide spiller til at spille i NBA.
Misaka blev i 1947 draftet af New York Knicks som den første ikke-hvide spiller nogensinde i NBA. Han spillede i alt 3 kampe i NBA, før at han mistede sin plads på holdet, fordi at Knicks havde for mange point guards på holdet.
Efter hans basketballkarriere arbejde han som ingeniør.
Misaka døde den 20. november 2019 i en alder af 95.